# Alexandre Navarro
Alexandre Navarro i Tomàs (nombre de pluma: Alexandre Navarro; Náquera, 23 de mayo de 1972) es un abogado, docente y poeta español en lengua valenciana, y uno de los fundadores en 1994 de la «Associació de Joves Escriptors en llengua Catalana» de la Comunidad Valenciana.

## Biografía
Licenciado en Derecho por la Universidad de Valencia y con estudios de Geografía e Historia y Relaciones Laborales, ha centrado su ámbito de trabajo en la docencia y la escritura, preferentemente poemarios desde el año 1992, aunque también es autor de varios estudios de historia local y toponimia rural de su localidad natal, además de ejercer como crítico literario en diversas publicaciones, como la revista Lletres Valencianes. 
Ha publicado numerosos libros de poesía como Desgracià la pluja les banderes (Alzira: Germania, 1995); Ex-vot (Sagunto: Fundació Bancaixa, 1995); No me moriré d'amor  (L’Aljamia, 1995) —Premio Les nits poètiques del Django's—; Criatura del demà (Valls: Cossetània, 1998); A l'entrada del temps fosc (Barcelona: Columna, 1999) —Premio Marià Manent de poesía de Premià de Dalt—; Opus incertum (Barcelona: Columna, 2000); Al cap del dia (Edicions del Salobre, 2004) o Encesa fotografia (Germania, 2013), entre otros, y por los que se le han otorgado varios premios literarios y galardones como el premio de Poesía Josep Maria Ribelles o el premio Ciutat de Tarragona.
Como escritor e investigador navarro ha publicado los libros Toponímia rural de Nàquera (Ajuntament de Nàquera, 1997) junto a Francesca Gil y La veu d'un poble (1996), una compilación de canciones y poemas populares de esta población del Campo de Turia.

## Premios
Navarro ha sido galardonado con diversos premios literarios entre los que se encuentran:
- Premio Vall d'Or de Sóller, 1998
- Premio La Selva del Camp-Ventura Gassol de poesía, 1998
- Premio Vila de Mont-roig de narrativa, 1998
- Premio Ciutat de Vila-real de poesía, 2002
- Premio Les Nits Màgiques del Django's de poesía, 1995
- Premio Ciutat de Tarragona-Ramon Comas i Maduell de poesía, 1997
- Premio Vila de Puçol, 1998
- Premio Vila de Vallirana-Josep M. López Picó de poesía, 1999
- Premio Marià Manent, 1998
- Premio Vila d'Almussafes, 1998
- Premio La Vall d'Uixó de poesía, 1998